# Alaksandr Zabahonski
Alaksandr Zabahonski (ros. Александр Забагонский; ur. 20 kwietnia 1987) – białoruski zapaśnik walczący w stylu klasycznym. Zajął osiemnaste miejsce na mistrzostwach świata w 2007. Dwunasty na mistrzostwach Europy w 2011. Dziewiąty w Pucharze Świata w 2011 roku.